# (2453) Wabash
(2453) Wabash (A921 SA) – planetoida z grupy pasa głównego asteroid okrążająca Słońce w ciągu 5,25 lat w średniej odległości 3,02 au. Odkryta 30 września 1921 roku.